# مدرسة شريعتمدار
مدرسة شريعتمدار هي مدرسة تاريخية تعود إلى القاجاريون، وتقع في سبزوار.